# Marwayne (Alberta)
Marwayne est un village (village) du Comté de Vermilion River, situé dans la province canadienne d'Alberta.

## Démographie
En tant que localité désignée dans le recensement de 2011, Marwayne a une population de 612 habitants dans 232 de ses 263 logements, soit une variation de 17.5% avec la population de 2006. Avec une superficie de 1,679 1 km2, village possède une densité de population de 364,481 0 hab/km2 en 2011.
Concernant le recensement de 2006, Marwayne abritait 516 habitants dans 211 de ses 225 logements. Avec une superficie de 1,150 7 km2, village possédait une densité de population de 448,4 hab/km2 en 2006.
| 2001 | 2006 | 2011 | 2016 |
| ---- | ---- | ---- | ---- |
| 495  | 516  | 612  | 564  |